# Sébastien Faure
Sébastien Faure (Saint-Etienne, França, 6 de janeiro de 1858 - Royan, 14 de julho de 1942) foi notável ativista libertário e anticlericalista francês, pedagogo e pedagogista, jornalista, poeta e compositor durante o período que compreende a segunda metade do século XIX e início do século XX.

## Biografia

### Primeiros anos
Sébastien Faure nasceu em Saint-Etienne, na província francesa de Loire no dia 6 de janeiro de 1858. Nascido em uma família burguesa conservadora, seu pai Auguste Faure, um negociante de seda, católico praticante, burguês empenhado e partidário do império, enviou-o para um colégio jesuíta onde passou a ser educado.
Destacando-se por sua inteligência e capacidade de expressão, aos dezessete anos Sebástien foi indicado pela direção do colégio para seguir o "caminho de Deus" entrando assim para o seminário na qualidade de noviço. Por um ano e cinco meses foi um noviço exemplar se aprofundando nos estudos de teologia e agarrando-se a fé cristã de forma cega e rigorosa.
Até que num dia Sébastien recebeu um telegrama dizendo que seu pai estava gravemente doente. Apressou-se para visitá-lo encontrando-o em seu leito de morte. Auguste disse-lhe que devia deixar a vida religiosa, voltando para sua família que agora precisava dele para auxiliar em seu sustento.

### Aproximação da política
Após a morte de seu Pai, Sébastien Faure voltou para a casa de sua família, abandonando a vida religiosa. Em pouco tempo teve contato com os círculos progressistas do movimento Livre Pensar, identificando-se inicialmente com esta filosofia. Mais tarde voltou-se para a política tornando-se membro do partido socialista operário vindo mesmo a se candidatar para deputado nas eleições de 1885. Finalmente em 1888 reconhece-se anarquista.

### O processo dos Trinta
Em 1894 Faure torna-se tutor de Sidonie Vaillant após a execução de seu pai, Auguste Vaillant, pelo atentado a bomba que executara contra a câmara de deputados em 9 de Dezembro de 1893. Seis meses depois Faure acaba sendo julgado junto com muitos outros anarquistas no julgamento que ficou conhecido como "Processo dos Trinta" ("Procès des trente").
Com base nas "Leis Vilânicas" ("lois scélérates") aprovadas entre 1893 e 1894 em detrimento do movimento anarquista e buscando restringir a liberdade de imprensa e expressão o Processo dos Trinta levou aos tribunais dezenas de militantes anarquistas - entre eles Charles Chatel, Ivan Aguéli, Félix Fénéon, Jean Grave, Louis Armand Matha, Maximilien Luce, Émile Pouget, Paul Reclus, Alexander Cohen, Constant Martin e Louis Duprat - acusando-os de participação em uma Internacional Negra, uma organização secreta criminosa de inspiração libertária que supostamente pretendia acabar com os governos e empresários do mundo.
Enquanto parte dos acusados preferiu abandonar o país, Faure junto com Jean Grave, Charles Chatel, Louis Armand Matha e Félix Fénéon foram aos tribunais responder às acusações as quais lhes eram imputadas. Este seria um julgamento histórico em que o anarquismo, mais do que os réus foram colocados em uma posição de culpa.
A imprensa foi proibida de reproduzir os interrogatórios de Jean Grave e Sébastien Faure, levando Henri Rochefort a escrever no jornal L'Intransigeant, que a associação criminosa não se referia aos acusados, mas aos magistrados e ministros que os acusavam. Os acusados presentes provaram facilmente sua inocência frente a acusação de "associação criminosa" já que a um bom tempo o movimento anarquista francês havia rejeitado a ideia solo de associação e ação exclusivamente individual.
Apesar disso, o presidente da corte, Dayras, negou todas as objeções da defesa, levando Faure a dizer:
"Cada vez que provamos o erro de uma das alegações de vossa parte, declaras isto sem importância. Você talvez possa muito bem somar todos os zeros, mas ainda assim não pode obter uma unidade.
Ao fim do julgamento Sébastien Faure e os outros presentes no tribunal foram declarados inocentes das acusações, ainda que através da perseguição gerada pelo processo dos trinta e pelas leis vilânicas, durante algum tempo nenhum periódico libertário ou qualquer outro tipo de propaganda dos ideais anarquistas pode circular pela França.

### Refundação do periódicoLe Libertaire
Em 16 de novembro de 1895, Sébastien Faure passa a reeditar sozinho o famoso periódico semanário Le Libertaire. Ao contrário do que se afirma, Louise Michel não é cofundadora deste jornal. Em seu trigésimo terceiro número existe uma legenda onde se lê "Fundado por S.Faure". O jornal é reeditado de 1895 a 1914, com um intervalo entre fevereiro e dezembro. A partir de agosto de 1899, é lançado um suplemento “ilustrado” neste mesmo diário.
Durante toda sua duração Faure faz questão de lançar o periódico a um preço acessível as classes operárias, nunca ultrapassando o valor de dez centavos.
Em agosto de 1914 é lançado a última edição sob a direção de Faure. Inicia-se então a Primeira Guerra Mundial e o governo francês passa a reconhecer uma ameaça para o alistamento no ativismo antimilitarista de Faure através do periódico Le Libertaire. Faure é obrigado a abandonar a publicação após terem sido lançados nada menos que 960 números sob sua direção.

### Ativismo dreyfusard
Frente a injusta condenação por traição do oficial Alfred Dreyfus e ao escândalo político que dividiu a França, Faure passa a combater o antissemitismo e a xenofobia propalados pela imprensa burguesa e oficial. Afirmando a inocência do oficial de artilharia de origem judaica e denunciando o processo fraudulento conduzido as portas fechadas, Faure denunciou os militares de alta patente pela farsa judicial que perpetravam.

### Fundação da EscolaA Colmeia
Em 1904, Sébastien Faure aproxima-se da proposta de pedagogia libertária o criar nas proximidades Rambouillet (Yvelines) uma escola libertária designada "A Colmeia" (La Ruche). O objetivo da escola era desenvolver integralmente a capacidade de cada estudante. Através deste princípio Faure demonstra a influência das ideias de Mikhail Bakunin e Paul Robin, mas também na permanência do mutualismo de Proudhon.
O método de ensino que Faure desenvolve em A Colmeia se contrapõe a metodologia dedutiva tradicional na qual os conceitos são explicados para os alunos cuja tarefa é apenas assimilar. Sua pedagogia chamada por ele de indutiva e estimuladora do autodidatismo abre espaço para que os estudantes possam aprender por contra própria, assumindo um papel ativo na tarefa de aprender. "Quem procura, fez o esforço." Além disso, na Colmeia não havia distinção de sexos nas salas de aula onde meninos e meninas estudavam em conjunto, algo inovador para a época.

### Antimilitarismo e perseguição
Em 1914 com o início da Primeira Guerra Mundial passa a difundir panfletos pacifistas e antimilitaristas, defendendo o não-alistamento a deserção entre os soldados. Passa a ser duramente perseguido pelo aparato repressor estatal até mesmo sofrendo ameaças a sua família. Em 1916 lança um novo periódico O que falta ser dito (Ce qu'il faut dire), denunciando o esforço do estado francês para difundir o nacionalismo para garantir quadros para a guerra. Em 1918 é preso por organizar uma reunião sem o aval das autoridades.

### Últimos anos
Em 1934 colaborou para a publicação da Enciclopédia Anárquica composta por mais de três mil páginas, e co-escrita com diversos militantes libertários de sua época. Foram publicados apenas três dos quatro volumes previstos. Em 1936 partiu a Espanha para se juntar aos republicanos libertários em sua guerra contra o fascismo, tomando parte na coluna Durruti durante a Guerra Civil Espanhola.

## Obra

### Livros
Reconhecido por sua pedagogia bem como por sua capacidade de oratória Faure publicou também diversos livros sobre assuntos variados que incluem pedagogia libertária, antimilitarismo, ateísmo, xenofobia e capitalismo, além de ser um dos proponentes iniciais da Enciclopédia Anárquica de 1932. Entre seus escritos destacam-se:
- A Dor Universal (1895)
- Doze Provas da Inexistência de Deus (1908)
- Meu Comunismo (1921)
- Proposta Subversiva (sem data)

### Jornais
- Le Libertaire
- Ce qu'il faut dire

### Composições musicais
- La Ravachole
- La Révolte